# Indiana University Bloomington
Indiana University Bloomington (IU Bloomington) – publiczny uniwersytet badawczy w Bloomington w stanie Indiana, Stany Zjednoczone. Jest głównym kampusem systemu Indiana University. Uczelnia została założona w 1820 roku jako „State Seminary”, a w 1838 roku otrzymała obecną nazwę. W XX wieku IU stał się jednym z czołowych amerykańskich uniwersytetów badawczych.

## Kampus
Kampus IU Bloomington zajmuje powierzchnię około 7,9 km² i wyróżnia się architekturą neogotycką oraz rozległymi terenami zielonymi. Znajdują się tam ważne budynki akademickie, biblioteki i obiekty sportowe, w tym Herman B Wells Library, Luddy School of Informatics, Computing, and Engineering oraz Memorial Stadium.

## Sport
Drużyny sportowe IU, zwane Indiana Hoosiers, rywalizują w NCAA Division I, w ramach Big Ten Conference. Szczególnie znana jest drużyna koszykówki, która zdobyła pięć mistrzostw NCAA.